# Satelight
Satelight Inc. (株式会社サテライト, Kabushiki-gaisha Sateraito) és un estudi japonès d'animació.

## Història
L'estudi fou fundat el desembre de 1995, en Sapporo, Hokkaidō, sent el seu primer projecte Bit the Cupid, la primera sèrie completament en animació digital del món. El nom de Satelight consistix de S per Sapporo, A per Animar, T per Tecnologia i E per Entreniment. El president de la companyia és Michiaki Satō. L'important creador i director d'anime Shōji Kawamori és el director executiu a l'estudio.
En 1996, el pròxim projecte de l'estudi fou produir l'animació CG Īhatōbu Gensō: Kenji no Haru del Group TAC. Això prompte establí un estudi de producció en 1998 a Suginami, Tòquio. L'estudi prompte produeix la seua primera sèrie de televisió, Chikyū Shōjo Arjuna de Kawamori en 2001. En 2006, l'estudi canvià la seua seu de Sapporo a Tòquio.

## Treballs

### Produccions
- Chikyū Shōjo Arjuna (2001, TV series)
- Geneshaft (2001, TV series, co-producció amb Studio Gazelle)
- Heat Guy J (2002, TV series)
- Macross Zero (2004, OVA series)
- Genesis of Aquarion (2005, TV series)
- Noein (2005, TV series)
- Glass no Kantai (2006, TV series, co-producció amb GONZO)
- Hellsing Ultimate (2006, OVA series)
- Koi suru Tenshi Angelique ~Kokoro no Mezameru Toki~ (2006, TV series)
- Galaxy Angel Rune (2006, TV series)
- Baldr Force EXE: Resolution (2006, TV series)
- Koi suru Tenshi Angelique ~Kagayaki no Ashita~ (2007, TV series)
- Kamichama Karin (2007, TV series)
- Engage Planet Kiss Dum (2007, TV series)
- Shugo Chara! (2007, TV series)
- Time Jam: Valerian & Laureline (2007, TV series, co-producció amb Europacorp)
- Macross Frontier (2008, TV series)
- Basquash! (2009, TV series)
- Guin Saga (2009, TV series)
- Fairy Tail (2009)

### Games
- Heavy Metal Thunder (2005, Cell Animation Production)

### Other involvement
- Bit the Cupid (1995)
- Īhatōbu Gensō: Kenji no Haru (1996)
- Saber Marionette J (1997)
- Perfect Blue (1997)
- St. Luminous Mission High School (1998)
- Brain Powerd (1998)
- Escaflowne (2000)
- Angel Sanctuary (2000)
- Boys Be... (2000)
- Vampire Hunter D (2001)
- Metropolis (2001)
- Kakyūsei 2: Hitomi no Naka no Shōjo-tachi (2004)
- Romeo x Juliet (2007)
- Aria Origination (2008)